# Gabinete Briand IX
O Gabinete Briand IX foi o ministério formado por Aristide Briand em 09 de março de 1926 e dissolvido em 15 de junho do mesmo ano. Foi o 76º gabinete da Terceira República Francesa, sendo antecedido pelo Gabinete Briand VIII e sucedido pelo Gabinete Briand X.

## Contexto
Em seu novo gabinete, Aristide Briand nomeou Raoul Péret como ministro das Finanças, o que levantou várias preocupações, incluindo a de que a política econômica desejada e prometida pelo "Cartel das Esquerdas" não estava sendo respeitada e que o governo inevitavelmente teria que confiar na direita para implementar uma política financeira diferente. Assim, em 28 de maio de 1926, radicais e socialistas na Assembleia Nacional Francesa colocaram em pauta a reformulação do último gabinete de Briand. O grupo decidiu, então, recusar a confiança ao governo e instou o Partido Radical (PR) a exigir um debate financeiro ao Presidente do Conselho de Ministros.
Esse ataque do grupo parlamentar conduziu a um conflito aberto entre o ministro das Finanças e a maioria parlamentar. O ministro, então, apresentou sua demissão a 15 de junho de 1926, provocando a queda do nono Gabinete Briand. O chefe de governo faria ainda uma nova tentativa de compor um ministério, sendo conduzido ao poder mais uma vez.

## Composição

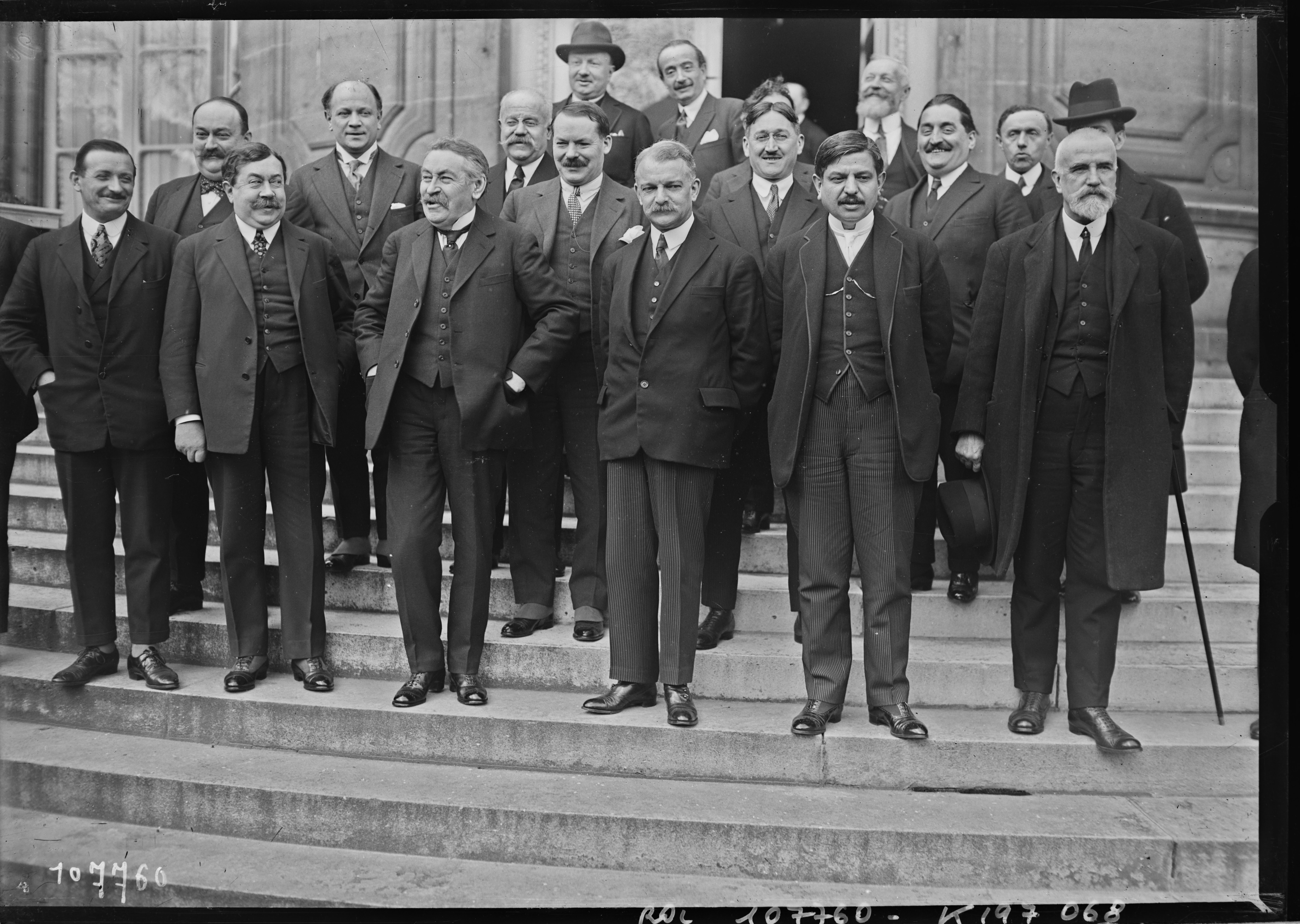
O 9º Gabinete Briand em fotografia de 1926.

- Presidente da República: Gaston Doumergue
- Presidente do Conselho de Ministros: Aristide Briand
- Ministro dos Estrangeiros: Aristide Briand
- Ministro da Justiça: Pierre Laval
- Ministro do Interior: Louis Malvy; Jean Durand
- Ministro da Guerra: Paul Painlevé
- Ministro das Finanças: Raoul Péret
- Ministro da Marinha: Georges Leygues
- Ministro da Instrução Pública e Belas Artes: Lucien Lamoureux
- Ministro das Obras Públicas: Anatole de Monzie
- Ministro da Agricultura: Jean Durand; François Binet
- Ministro do Comércio e Indústria: Daniel Vincent
- Ministro das Colônias: Léon Perrier
- Ministro do Trabalho, Higiene, Assistência e Segurança Social: Antoine Durafour
- Ministro das Pensões: Paul Jourdain